# ピーアイネット

## 概要
TV.ラジオ.WEBなどを扱う総合広告代理店

## 沿革
1997年11月27日に有限会社鉄道ねっと。（交通広告代理店）として起業し平成11年4月27日にTV・ラジオ・WEB広告を中心とした総合広告代理店 株式会社ピーアイネットドットコムに社名変更する。

## 本社・営業所
- 神奈川県横浜市神奈川区栄町５−１横浜クリエーションスクウェア14階
- 電話番号(045)534-7734
- 東京都練馬区大泉学園町5-11-16
- 東京都渋谷区千駄ヶ谷3-3-10 第15宮庭マンション4D